# Zwermen van neutrofielen
Het zwermen van neutrofielen is een type gecoördineerde beweging van neutrofielen die werkt als reactie op acute weefselontsteking of infectie. De term komt van de vergelijkbare zwermeigenschappen van insecten, echter in het geval van neutrofielen, zwermen deze naar een locale infectie of ontsteking. Zwermende neutrofielen worden voornamelijk bestudeerd in weefsels van muizen, met name het oppervlakkig oorweefsel van muizen is hiervoor zeer effectief gebleken. Het zwermen van neutrofielen vind veelal plaats op oppervlaktelagen van weefsel, daarom zorgt het dunne oorweefsel van de muis voor een goed model om dit proces te bestuderen. Naast de muismodellen zijn ook zebravislarven gebruikt om de beweging van neutrofielen te bestuderen, dit kan omdat deze larven in de eerste paar dagen van de levenscyclus doorzichtig zijn. Met transgene lijnen die neutrofielen van zebravissen fluorescerend labelen, kunnen de cellen met een fluorescentiemicroscoop gevisualiseerd worden tijdens het verloop van een ontstekingsreactie. Via deze methode kunnen specifieke subpopulaties van neutrofielen worden gevolgd en kan er worden waargenomen wat er met deze cellen gebeurd in de eerste en laatste fasen van ontsteking. Een ander voordeel van zebravissen om het zwermen van neutrofielen te bestuderen, is dat de adaptieve immuniteit voor dit organisme zich pas ontwikkelt op een leeftijd van ongeveer 4 weken. Dit maakt het mogelijk om de beweging van neutrofielen maar ook andere immuunresponsen van de gastheer te bestuderen, onafhankelijk van adaptieve immuunresponsen.

## Variaties van zwermen
In een onderzoek waarbij parasieten waren geïnjecteerd in het oor van de muis, vond men twee soorten zwermen in de lymfeklieren van muizen, namelijk korttijdige en langtijdige zwermen..Korttijdige zwermen worden onderscheden door kleinere groepen van 10-150 neutrofielen die binnen 10-40 minuten meerdere kleine celclusters vormen die vervolgens uiteenvallen. Langtijdige zwermen bestaan vaak uit clusters van meer dan 300 neutrofielen die meer dan 40 minuten bij elkaar blijven. Voor zowel de korttijdige als de langtijdige zwermen leken de gevormde neutrofielenclusters te concurreren met grotere, al gevormde clusters die neutrofielen uit de kleinere clusters aantrokken. De studie onthulde ook twee verschillende fasen in zwermvorming. De eerste fase vindt plaats wanneer een klein aantal "pionier" neutrofielen reageert op een aanvankelijk signaal en kleine clusters vormt. Dit wordt gevolgd door de tweede fase waarin er een grootschalige migratie van neutrofielen plaatsvindt die leidt tot de groei van meerdere celclusters.
De exacte grootte of duur van zwermen hangt af van de op dat moment aanwezige ontstekingscondities, het weefseltype en de locatie van de infectie of ontsteking. Verschillende factoren die het fenotype van een zwerm beïnvloeden zijn: de grootte van de aanvakelijke weefselbeschadiging, de aanwezigheid van mogelijke pathogenen, de inductie van secundaire celdood en het aantal gerekruteerde neutrofielen.
In een onderzoek waarbij grootschalige weefselbeschadiging van steriel muizenweefsel door een naaldprik werd vergeleken met kleine verwondingen door een laserstraal bleek dat de naaldprik een grotere en langere zwermreactie uitlokte. Na de naaldbeschadiging werden honderden tot duizenden neutrofielen gerekruteerd die stabiele celclusters vormden en soms dagenlang aanhielden. Dit in tegenstelling tot de neutrofiel zwermen die met een laser waren gemaakt. Deze zwermen rekruteerde slechts 50-330 neutrofielen waarvan de celcluster maar een paar uur aanhield. De aanwezigheid van pathogenen kan ook de omvang van zwermen neutrofielen vergroten, niet per se vanwege de lichaamsvreemde moleculen die ze hebben, maar vanwege de extra celdood die ze kunnen veroorzaken rondom de infectie. Wanneer cellen worden gelyseerd op een infectieplaats, geven ze een assortiment signaalfactoren vrij die de rekrutering van neutrofielen naar de plaats vergroten. Bovendien geeft de dood van neutrofielen tijdens een zwerm ook signaalfactoren vrij om nog meer neutrofielen te rekruteren, dus de aanvankelijke hoeveelheid gerekruteerde neutrofielen speelt een rol in hoe groot de uiteindelijke zwerm wordt.

## Verschillende fases van een zwerm
Het zwermproces van neutrofielen bestaat uit 5 fasen: zwerminitiatie, zwermversterking, extra zwermversterking door intercellulaire signalering, zwermaggregatie en weefselremodellering, en rekrutering van myeloïde cellen wat leidt tot zwermresolutie. 

### Fase 1
De eerste fase van het zwermen begint wanneer de "pionier" neutrofiel reageert op een infectie- of ontstekingsplaats. Andere neutrofielen in de buurt van de verwonding schakelen vervoglens binnen een periode van 5-15 minuten over van willekeurige motiliteit naar chemotactische beweging en zwermen naar de infectieplaats.

### Fase 2
In de tweede fase trekken de pionier-neutrofielen een tweede golf neutrofielen aan die afkomstig zijn uit weefsel wat verder weg is. De manier waarop dit gebeurt is afhankelijk van de weefselomgeving waar de neutrofielen naartoe gaan. Het zwermen van neutrofielen in extravasculaire ruimten, zoals het bindweefsel in de huid, verloopt niet via de hulp van integrine- eiwitten noch aantrekking van neutrofielen door een gradiënt van chemoattractanten. Neutrofielen worden geleid door de krachten van het actomyosine- cytoskelet en vinden zo het pad van minste weerstand. Voor intravasculaire weefselomgevingen is de beweging van neutrofielen echter wel afhankelijk van integrinen en chemoattractantsignalen. Deze zorgen voor rekrutering van neutrofielen die op het ontstekingssignaal afkomen en kruipen met behulp van de integrines op het luminaal oppervlak van endotheel cellen naar de zwerm.

### Fase 3
In de derde fase kunnen zwermende neutrofielen hun rekrutering via een positieve terugkoppeling versterken door intercellulaire communicatie via leukotrieen B4 (LTB4). De toename in gerekruteerde neutrofielen leidt uiteindelijk tot meerdere dichte neutrofielcelclusters op de plaats van ontsteking. Uit een onderzoek in 2013 bleek dat het uitschakelen van de receptor voor LTB4 (LTB4R1) de rekrutering van neutrofielen in latere stadia van zwermen verminderde. Bovendien vertoonden cellen nabij de ontstekingsplaats vergelijkbare chemotaxis als controlecellen, terwijl cellen op afstand slecht werden aangetrokken. Deze bevinding suggereert dat de nabije neutrofielen die direct worden gerekruteerd niet worden beïnvloed door het ontbreken van LTB4R1, maar dat verre neutrofielen die nodig zijn voor de groei van een zwerm niet worden aangetrokken. Deze resultaten laten zien dat LTB4 een essentieel signaleringsmolecuul is voor een langdurige respons van een neutrofielenzwerm en rekrutering van neutrofielen uit verdere delen van het weefsel.

### Fase 4
Na de eerste 3 fases vertragen neutrofielen in de celclusters en beginnen ze aggregaten te vormen. In deze vierde fase helpen de neutrofielaggregaten bij het herschikken van de omliggende extracellulaire matrix en creëren ze een collageenvrije zone in het midden van de ontsteking, wat uiteindelijk resulteert in een wondafdichting die de plek isoleert van de rest van het weefsel. De exacte mechanismen hiervan zijn onbekend, maar aangenomen wordt dat neutrofielproteasen uit de celclusters een rol spelen bij het vrijmaken van omringend weefsel. In tegenstelling tot de eerdere 3 stadia worden neutrofielaggregaten in het 4e stadium gestabiliseerd mede door de hoge concentratie chemoattractanten die celinteracties binnen de cluster bevorderen. Bovendien schakelen neutrofielen over naar een adhesieve migratiemodus waardoor neutrofielen niet de cluster kunnen verlaten. Er wordt aangenomen dat deze omschakeling wordt veroorzaakt door aanvullende secretie van LTB4 en andere chemoattractanten in de neutrofielaggregaten.

### Fase 5
In het 5e stadium eindigt de zwermreactie en lossen de clusters op met het verdwijnen van de ontsteking. Er is weinig bekend over de mechanismen van deze fase, maar het proces wordt mogelijk gereguleerd door neutrofielen of externe factoren uit het weefsel rondom de verwonding. In een model waarbij laserverwondingen in de huid waren gemaakt stopte de aggregatie van neutrofielen meestal na 40-60 minuten. Tegelijkertijd, verschenen er secundaire myeloïde celzwermen. Studies met muismodellen hebben aangetoond dat in muizen met nieuw geïntroduceerde genen de myeloïde cellen langzamer bewegen dan neutrofielen en zich tijdens deze fase rond de neutrofielaggregaten verzamelen. Deze myeloïde cellen kunnen mogelijk de verspreiding van chemoattractanten van neutrofielen verstoren of concurrerende chemoattractanten loslaten waardoor de aggregatie van neutrofielen minder sterk is.